# Рікі Анггавіджая
Рікі Анггавіджая (23 травня 1996) — індонезійський плавець.